# Республіка Білорусь (енциклопедія)
Республіка Білорусь, енциклопедія у 6 (7) томах, РБЕ (рос. Республика Беларусь, энциклопедия в 6 (7) томах, РБЭ) — це концептуально нова та оригінальна білоруська енциклопедія російською мовою, що включає в себе більш ніж 30 000 статей, які містять різноманітну інформацію про сьогодення і минуле Білорусі, її природу, економіку, історію, літературу, науку, техніку, мистецтво, народну творчість. Вона повідомляє про нове покоління політиків, громадських і військових діячів, видатних вчених, господарських керівників, працівників культури Республіки Білорусь. Дана довідкова книга з усіх царин історії білоруського народу у сучасній Республіці Білорусь. 
| № тому  | Літери                  | Кількість статей | Кількість ілюстрацій (кольорових) | Кількість карт (кольорових) | Тираж | Рік видання |
| Том № 1 | А —                     | 1040             |                                   |                             |       | 2005        |
| Том № 2 | А — Герань              | 912              |                                   |                             |       | 2006        |
| Том № 3 | Герасименко — Картель   | 896              |                                   |                             |       | 2006        |
| Том № 4 | Картография — Миноговые | 768              |                                   |                             |       | 2007        |
| Том № 5 | Минск — Педиатрия       | 752              |                                   |                             |       | 2007        |
| Том № 6 | Пейзаж — Снегирёв       | 768              |                                   |                             |       | 2008        |
| Том № 7 | Снегирь — Ящерицын      | 744              |                                   |                             |       | 2008        |

## Авторство
У створенні даної енциклопедії брали участь провідні вчені та фахівці Республіки Білорусь, Російської Федерації, Литви, Польщі, України та інших держав світу.

## Зміст
Вона є довідковою книгою по всіх галузях історії та сучасності Республіки Білорусь. Має алфавітний принцип розташування публікацій, і структурно статті розташовані за тематичним принципом. Це видання багато ілюстроване кольоровими і чорно-білими світлинами, малюнками, художніми репродукціями, картами. Це перше видання у підготовці якого взялися фахівці виходячи з численних побажань співгромадян: універсальний довідник про Білорусь, про минуле та сьогодення Вітчизни. Її основна мета — надати систематизовану інформацію по всіх сферах білоруського життя. Складається з розділів, які в свою чергу мають підрозділи, містять інформацію про державний устрій, законодавство, адміністративно-територіальний поділ, природу, геологічну будову країни і корисні копалини, рослинний та тваринний світ, а також дає всебічну характеристику сучасної промисловості Білорусі, сільського господарства, транспорту, зовнішньоекономічної діяльності білоруської держави. Самостійні розділи присвячені ідеології сучасної білоруської держави і її національної безпеки, зовнішньої політики, партій і громадських об'єднань. Багато уваги приділено охороні здоров'я, фізичній культурі й спорту, соціальній сфері, розвиткові освіти, засобам масової інформації. Значний за обсягом матеріал сконцентрований в розділах про науку, літературу, мистецтво та архітектуру Білорусі. Вміщено нариси про білоруську столицю м. Мінськ, адміністративно-територіальні області республіки. Найбільш повно представлений сучасний рівень розвитку Республіки Білорусь — суверенної і незалежної держави. Усі томи енциклопедії публікувалися протягом 2005-2008 рр.. Дана енциклопедія рекомендована і схвалена ідеологічним управлінням Адміністрації Президента Республіки Білорусь.